# Viracochiella fortispinosus
Viracochiella fortispinosus är en kvalsterart som först beskrevs av Valerie M. Behan-Pelletier 1986.  Viracochiella fortispinosus ingår i släktet Viracochiella och familjen Ceratozetidae. Inga underarter finns listade i Catalogue of Life.